# Komlósi Ádám
Komlósi Ádám (Budapest, 1977. december 6. –) hétszeres magyar bajnok, négyszeres Magyar Kupa-győztes, ötszörös Magyar Szuperkupa-győztes, egyszeres Magyar ligakupa-győztes; magyar válogatott labdarúgó.

## Pályafutása

### Klubcsapatban
349 magyar élvonalbeli mérkőzésen lépett pályára. Bajnokságot nyert az MTK (2) és a  DVSC (5) csapatával.
A 2010–11-es szezon után jelentette be visszavonulását, de alsóbb osztályú csapatokban utána is játszott, jelenleg a Jász-Nagykun-Szolnok megyei első osztályban játszik a Jászkisér SE csapatában. Jelenleg az MTK ban sikerei egykori színterén az U17 csapatnál edzőként dolgozik.

## Sikerei, díjai
BVSC
- Magyar bajnoki ezüstérmes: 1995
- Magyar Kupa-döntős: 1996, 1997

 MTK
- Magyar bajnok: 1997, 2003
- Magyar bajnoki bronzérmes: 2001
- Magyar Kupa-győztes: 1997, 2000
- Magyar Szuperkupa-győztes: 2003

 DVSC
- Magyar bajnok: 2005, 2006, 2007, 2009, 2010
- Magyar bajnoki ezüstérmes: 2008
- Magyar Kupa-győztes: 2008, 2010
- Magyar Kupa-döntős: 2007
- Magyar Szuperkupa-győztes:  2005, 2006, 2007, 2009
- Magyar ligakupa-győztes: 2010

## Statisztika

### Mérkőzései a válogatottban
| Magyarország | Magyarország        | Magyarország                    | Magyarország | Magyarország | Magyarország | Magyarország | Magyarország | Magyarország |
| #            | Dátum               | Helyszín                        | Hazai        | Eredmény     | Vendég       | Kiírás       | Gólok        | Esemény      |
| ------------ | ------------------- | ------------------------------- | ------------ | ------------ | ------------ | ------------ | ------------ | ------------ |
| 1.           | 2004. február 18.   | Páfosz (CYP)                    | Magyarország | 2 – 0        | Örményország | barátságos   | -            |              |
| 2.           | 2004. február 19.   | Limassol (CYP)                  | Magyarország | 2 – 1        | Lettország   | barátságos   | -            | 90+1'        |
| 3.           | 2004. február 21.   | Nicosia (CYP)                   | Magyarország | 0 – 3        | Románia      | barátságos   | -            | 20' 46'      |
| 4.           | 2004. március 31.   | Budapest, Puskás Ferenc Stadion | Magyarország | 1 – 2        | Wales        | barátságos   | -            | 89'          |
| 5.           | 2004. június 2.     | Tiencsin, Teda Football Stadium | Kína         | 2 – 1        | Magyarország | barátságos   | -            | 46'          |
| 6.           | 2004. december 2.   | Bangkok (THA)                   | Magyarország | 5 – 0        | Észtország   | Király-kupa  | -            | 69'          |
| 7.           | 2005. március 30.   | Budapest, Szusza Ferenc Stadion | Magyarország | 1 – 1        | Bulgária     | vb-selejtező | -            |              |
| 8.           | 2006. május 30.     | Manchester, Old Trafford        | Anglia       | 3 – 1        | Magyarország | barátságos   | -            | 8'           |
| 9.           | 2006. október 7.    | Budapest, Puskás Ferenc Stadion | Magyarország | 0 – 1        | Törökország  | Eb-selejtező | -            | 75'          |
| 10.          | 2010. augusztus 11. | London, Wembley Stadion         | Anglia       | 2 – 1        | Magyarország | barátságos   | -            | 55'          |
|              | Összesen            |                                 |              | 10           | mérkőzés     |              | 0            | gól          |